# Милославський Іван Миколайович
Іван Миколайович Милославський (1853, Охтирка, Харківська губернія, Російська імперія — 1918?, там само) — діяч Охтирського земства , гласний міської Думи Охтирки  (1910— 13 рр.) , міський голова Охтирки (1916—17 рр.), купець, меценат. Почесний громадянин міста Охтирка (2015). Один з засновників банківської справи на Охтирщині .

## Життєпис та громадська діяльність
Мешканець Охтирки. Церковний староста Охтирської Іоанно-Богословської тюремної церкви (1886). У 1889 році І. М. Милославський виступив засновником Охтирського Товариства Взаємного Кредиту. І. М. Милославський член Охтирського повітового відділення Харківської єпархіальної училищної ради, шкільної комісії Земської управи (1905), член сільськогосподарської ради, повітової лікарняної ради, член комісії з питань розгляду скарг по справі будівництва стічних ям та інших водопровідних споруд. Значною заслугою І. М. Милославського слід вважати збір коштів і ініціацію будівництва залізничної гілки з вокзалом  в Охтирці в 1910 році .
30 вересня 1911 року на засіданні 47 Земських зборів гласний  І. М. Милославський запропонував відкрити та обладнати у лікарні бактеріологічну лабораторію. У 1914 р. на благодійні пожертвування місцевого купецтва лабораторія була відкрита. У серпні 1914 року І. М. Милославський відрахував з власних коштів 25 руб. на будівництво Георгіївської церкви і 100 крб. на будівництво Народного Дому (нині — Районний будинок культури в м. Охтирка) . З журналу 52-х Чергових повітових земських зборів від 16 листопада 1916 року відомо, що міським головою був обраний І. М. Милославський. Важливим пунктом своєї діяльності, як голови міста, І. М. Милославський вважав розвиток тваринництва, зокрема свинарства, відкриття дитячих ясел-притулків. У 1918 році він був заарештований представниками нової влади, подальша доля його не відома.

## Купецька діяльність
Брати Милославські (Іван, Федір, Георгій, Михайло) володіли залізноскоб'яними лавками та тютюновими мануфактурами в Охтирці та Харкові (1886), здіснювали спільну купецьку та церковно-прихожанську діяльність. В інтернеті наводиться рекламна листівка торгівлі І. М. Милославського, виготовлена в друкарні І. О. Расторгуєва. Милославський також був власником цегельного заводу в Охтирці, який виробляв до 400 000 цеглин на рік.
Михайло Миколайович Милославський (?- 1925?) — купець 2-ї гільдії, церковний староста Свято-Успенської церкви м. Охтирки з 1896 року, на власні кошти сприяв будівництву кам'яної огорожі навколо Свято-Успенської церкви Божої Матері (1904) і церковно-парафіяльної школи в новому кам'яному будинку. Відомості щодо купецької діяльності Федіра Миколайовича Милославського у селі Білки Охтирського повіту наведені на відповідному сайті.

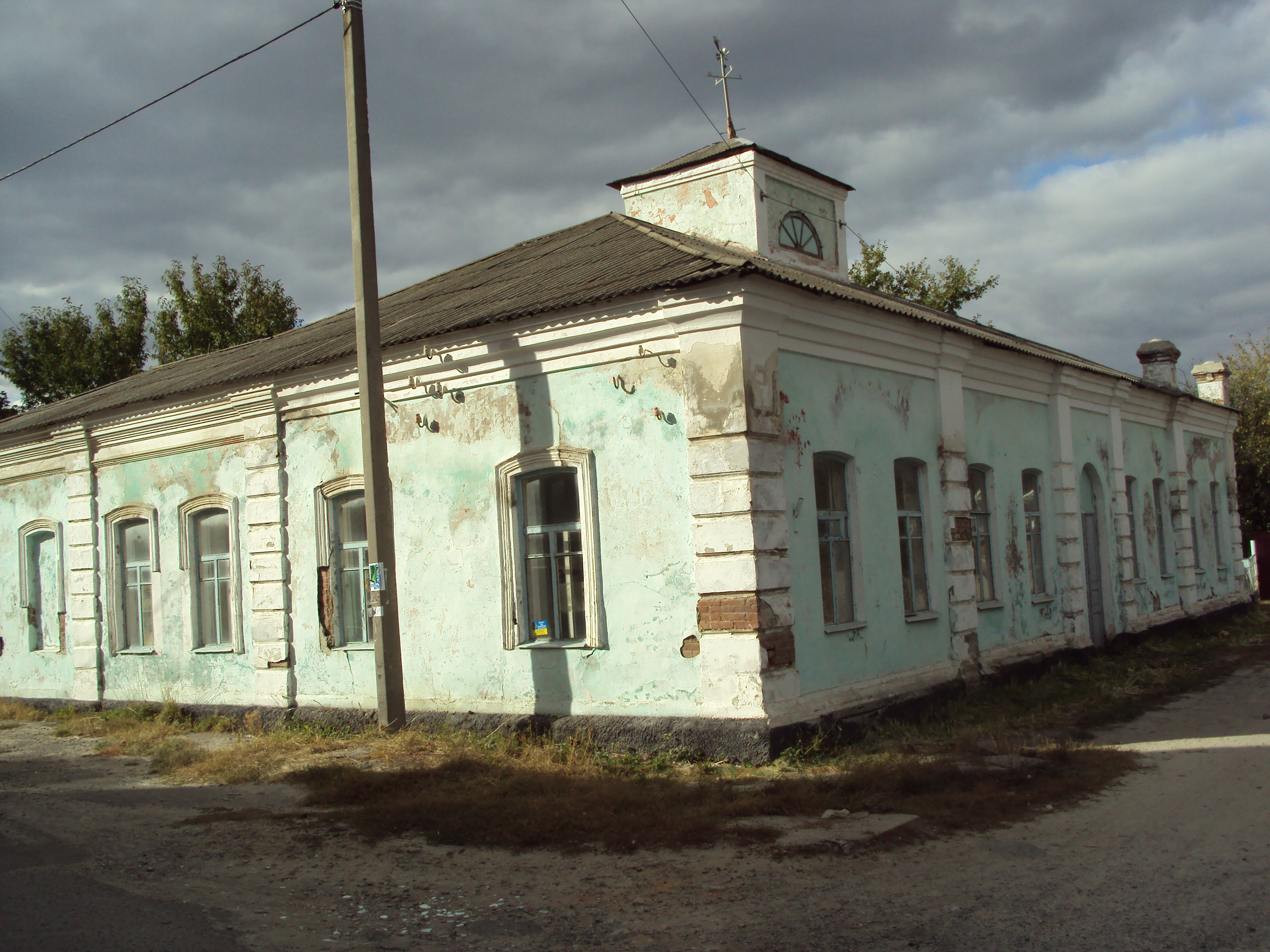
Будинок Милославського І. М. Сучасний вигляд

## Родина
Дружина І. М. Милославського — Меланія Василівна Милославська (до шлюбу Колот) (31.12.1858-11.05.1899), мати 9 живих з 16 народжених у цьому шлюбі дітей — Євгена (1877), Ксенії (1882), Єлизавети (1885), Сергія(1886), Захара (1888), Костянтина (1890), Миколи (1892), Наталії (1895), Ганни (1898). Меланія Милославська організувала і очолювала дамський комітет міста, який опікувався життєдіяльністю шкіл, лікарні, а також сприяв розвитку культури. Вона була домогосподаркою, померла в порівняно молодому віці від швидкоплинної хвороби. Похована  на цвинтарі біля церкви жон–мироносиць, поховання зберігається і в теперішні часи. Зять Милославського І.М. – Дмитрієв Микола Ізмайлович, в подальшому відомий професор геоморфолог.
Мешкала родина Милославських у будинку по пров. Друкарському 8. Після революції[якої?] в ньому розташовувалося зерносховище, потім військові склади, а у 50-80-ті рр. минулого століття — місцевий Будинок піонерів, а до недавнього часу працював центр дитячої та юнацької творчості У 2012 році будинок визнаний непридатним для використання тому, що був занедбаний

## Пам'ять
У жовтні 2015 року в Книгу пам'яті міста Охтирки при активному сприянні директора Охтирського краєзнавчого музею. Л. В. Міщенко і його співробітників О. Бойко, Н.Калюжної та інших було внесено ім'я Івана Миколайовича Милославського — міського голови, купця, мецената, потомственого почесного жителя міста. З недавніх пір в результаті топонімічних змін провулок  Й. Якіра  у м. Охтирка носить ім'я Івана Милославського . У 2018  році виповнилось 165 років  з народження І. М. Милославського.